# Concessione rumena di Santi Quaranta
La concessione rumena di Santi Quaranta (in rumeno: Concesiunea română în Saranda; in albanese: Koncesioni rumun në Sarandë) è stata una concessione internazionale situata nella città albanese di Saranda (in italiano Santi Quaranta) e amministrata dal Regno di Romania tra il 13 agosto 1934 e il 7 aprile 1939.

## Storia
Il territorio, affacciato sull'Adriatico, fu donato nel 1934 dal re Zog I d'Albania allo storico e politico rumeno Nicolae Iorga, in riconoscimento dell'intera attività accademica di quest'ultimo sulla storia albanese.
Il 13 agosto 1934, Iorga donò metà di questo territorio allo Stato rumeno, garantendo così alla Romania un territorio d'oltremare e una costa sull'Adriatico.
Durante il periodo della concessione, nel 1937 fu fondato un Istituto rumeno. La costruzione dell'Istituto fu progettata dall'architetto rumeno Petre Antonescu. L'Istituto ha funzionato tra il 1937 e il 1940, poi di nuovo tra il 1942 e il 1944.
Il territorio fu infine acquisito dal Regno d'Italia, insieme a tutta l'Albania, nell'aprile del 1939 a seguito dell'invasione italiana dell'Albania.